# Dora Boothby
Penelope Dora Harvey Boothby, plus connue sous le nom de Dora Boothby, est une joueuse de tennis britannique du début du XXe siècle, née le 2 août 1881 à Finchley en Angleterre et décédée le 22 février 1970 à Hammersmith.
En 1909, elle s'est imposée à Wimbledon en simple dames, atteignant la finale les deux années suivantes. Associée à Winifred McNair, elle a remporté en 1913 la toute première édition du double dames de l'épreuve.
Dora Boothby a enfin décroché la médaille d'argent aux Jeux olympiques de Londres en 1908 en simple (en extérieur).

## Palmarès (partiel)

### Titre en simple dames
| No | Date       | Nom et lieu du tournoi       | Catégorie | Surface      | Finaliste    | Score         |  |
| -- | ---------- | ---------------------------- | --------- | ------------ | ------------ | ------------- |  |
| 1  | ??-06-1909 | The Championships, Wimbledon | G. Chelem | Gazon (ext.) | Agnes Morton | 6-4, 4-6, 8-6 |  |

### Finales en simple dames
| No | Date       | Nom et lieu du tournoi         | Catégorie     | Surface      | Vainqueure        | Score    |          |
| -- | ---------- | ------------------------------ | ------------- | ------------ | ----------------- | -------- | -------- |
| 1  | 06-07-1908 | Jeux olympiques d'été, Londres | J. olympiques | Gazon (ext.) | Dorothea Douglass | 6-1, 7-5 | Parcours |
| 2  | ??-06-1910 | The Championships, Wimbledon   | G. Chelem     | Gazon (ext.) | Dorothea Douglass | 6-2, 6-2 |          |
| 3  | ??-06-1911 | The Championships, Wimbledon   | G. Chelem     | Gazon (ext.) | Dorothea Douglass | 6-0, 6-0 |          |

### Titre en double dames
| No | Date       | Nom et lieu du tournoi      | Catégorie | Surface      | Partenaire      | Finalistes                         | Score         |  |
| -- | ---------- | --------------------------- | --------- | ------------ | --------------- | ---------------------------------- | ------------- |  |
| 1  | 23-06-1913 | The Championships Wimbledon | G. Chelem | Gazon (ext.) | Winifred McNair | Charlotte Cooper Dorothea Douglass | 4-6, 2-4, ab. |  |

## Parcours en Grand Chelem (partiel)
Si l’expression « Grand Chelem » désigne classiquement les quatre tournois les plus importants de l’histoire du tennis, elle n'est utilisée pour la première fois qu'en 1933, et n'acquiert la plénitude de son sens que peu à peu à partir des années 1950.

### En simple dames
| Année | - | - | Championnat de France | Championnat de France | Wimbledon | Wimbledon    | US National | US National |
| 1909  | - | - | -                     | -                     | Victoire  | Agnes Morton | -           | -           |
| 1910  | - | - | -                     | -                     | Finale    | D. Douglass  | -           | -           |
| 1911  | - | - | -                     | -                     | Finale    | D. Douglass  | -           | -           |

À droite du résultat, l’ultime adversaire.

### En double dames
| Année | - | - | Championnat de France | Championnat de France | Wimbledon          | Wimbledon             | US National | US National |
| 1913  | - | - | -                     | -                     | Victoire W. McNair | C. Cooper D. Douglass | -           | -           |

Sous le résultat, la partenaire ; à droite, l’ultime équipe adverse.

## Parcours aux Jeux olympiques

### En simple dames
| # | Date       | Nom de l'olympiade             | Surface        | Résultat      | Ultime adversaire | Score    |          |
| - | ---------- | ------------------------------ | -------------- | ------------- | ----------------- | -------- | -------- |
| 1 | 06/05/1908 | Jeux olympiques d'été, Londres | Parquet (int.) | 1/4 de finale | Alice Greene      | 6-2, 6-2 | Parcours |
| 2 | 06/07/1908 | Jeux olympiques d'été, Londres | Gazon (ext.)   | Argent        | Dorothea Douglass | 6-1, 7-5 | Parcours |